# Бобринский, Борис Алексеевич
Бори́с Алексе́евич Бо́бринский (Бобринской; 25 февраля 1925[…], XVII округ Парижа — 7 августа 2020, Бюсси-ан-От) — протопресвитер Архиепископии русских церквей в Западной Европе Константинопольского Патриархата. Богослов. Декан Свято-Сергиевского богословского института (1993—2005).

## Биография
Родился 25 февраля 1925 года в Париже в семье графа Алексея Алексеевича Бобринского (потомок Екатерины II и графа Григория Орлова) и графини Натальи Павловны Ферзен, покинувших Россию во время революции.
Окончил Интернат святого Георгия в Мёдоне. Большое влияние на становление его богословского ви́дения оказала близкая дружба с Владимиром Лосским.
В 1944 году поступил в Свято-Сергиевский православный богословский институт в Париже, который окончил в 1949 году, защитив кандидатскую диссертацию под руководством отца Георгия Флоровского на тему «Таинство миропомазания у восточных Отцов IV века», в котором предпринял попытку изучения богословия и практики совершения этого таинства в ранней сиро-палестинской традиции, в том числе у святителя Кирилла Иерусалимского, преподобного Ефрема Сирина, святителя Иоанна Златоуста и др.
С 1949 по 1951 год стажировался на богословском факультете Афинского университета, исследуя рукописи святителя Григория Паламы, хранящиеся на Афоне и в Афинах.
После возвращения во Францию в 1951 году был приглашён преподавать историю Древнего Востока в Свято-Сергиевском богословском институте. С того же года — помощник инспектора. С 1953 года — профессор догматического богословия.
С 1954 года заведовал кафедрой догматического богословия. Сферой особого его интереса в догматике было троичное богословие. В своём преподавании сочетал глубину библейского богословия с постоянной обращённостью к святоотеческому наследию.
В 1957 году женился на Елене Юрьевне, урождённой Дистерло. У них родилось трое детей.
Весной 1959 года митрополитом Владимиром (Тихоницким) был хиротонисан во диакона, а 18 октября того же года — во пресвитера. Стал последним священником, которого рукоположил митрополит Владимир.
В 1965 году был приглашён преподавать на факультет теологии в Университет Невшателя. В 1965—1967 годах занимался научными исследованиями на факультете протестантской теологии Университета Нёфшатель, Швейцария.
В 1968 году, после трагической гибели священника Петра Струве, был назначен настоятелем франкоязычной церковной общины Святой Троицы в крипте Свято-Александро-Невского собора в Париже с 1969 года. Принялся за восстановление, развитие и умножение этой общины, сохраняя, при активном участии верующих, наследие Петра Струве. Многое предстояло обновить, реорганизовать, возродить : пение и перевод литургических текстов на французский, катехизацию детей и взрослых, издание приходского бюллетеня, ставшего важным источником информации и размышлений о жизни прихода, не говоря уже о множестве содержательных дел и служений, которые привели к слаженности и гармоничности приходской жизни. В феврале 1973 года Архиепископ Сиракузский Георгий (Тарасов) принял решение придать приходской общине статус ad hoc.
С 1969 по 1990 год являлся ответственным за православное участие в богословском преподавании в Высшем институте экуменических исследований при Католическом университете в Париже.
В 1971 году стал одним из основателей и главным редактором бюллетеня «Bulletin de la Crypte». В 1970-е годы выступал по французскому телевидению в передачах о православии.
В 1979 вместе с Еленой и Евгением Поздеевыми основал радиопередачу для России под названием «Голос православия».
В 1986 году защитил докторскую диссертацию при Свято-Сергиевском богословском институте на тему «Почивание Святого Духа на Христе».
В 1993 году стал деканом Свято-Сергиевского богословского института. В 1995 году возведён в сан протопресвитера.
В 1998 был избран членом епархиального совета Архиепископии православных русских церквей в Западной Европе.
Служил благочинным для франкоязычных приходов Западноевропейского экзархата Константинопольского Патриархата.
16 декабря 2005 года покинул должность декана Свято-Сергиевского института в связи с избранием на эту должность архимандрита Иова (Гечи).
Скончался в ночь на 7 августа 2020 года на 96-м году жизни. Митрополит Иларион (Алфеев) в соболезнование митрополиту Иоанну (Реннето) написал: «Отец Борис внёс неоценимый вклад в духовное просвещение и свидетельство о Православии в Европе»